# Liste der Baudenkmäler in Genehen
Die Liste der Baudenkmäler in Genehen enthält die denkmalgeschützten Bauwerke auf dem Gebiet der Stadt Erkelenz im Kreis Heinsberg in Nordrhein-Westfalen (Stand: Oktober 2011). Diese Baudenkmäler sind in der Denkmalliste der Stadt Erkelenz eingetragen; Grundlage für die Aufnahme ist das Denkmalschutzgesetz Nordrhein-Westfalen (DSchG NRW).

| Bild               | Bezeichnung        | Lage                                    | Beschreibung                                              | Bauzeit | Eingetragen seit | Denkmal- nummer |
| ------------------ | ------------------ | --------------------------------------- | --------------------------------------------------------- | ------- | ---------------- | --------------- |
| Wegekreuz von 1897 | Wegekreuz von 1897 | Genehen Genehen / Brüsseler Allee Karte | Werkstein gefasst, mit Korpus, schmiedeeiserne Umfriedung | 1897    | 9. Januar 1990   | 328             |